# Vicente Arias Castellanos
Vicente Arias Castellanos (Alcázar de San Juan, 27 de octubre de 1833 - Madrid, 19 de enero de 1914) fue un lutier español, famoso fabricante de guitarras.

## Biografía
Hijo de Juan Arias, del que también se sabe que era molinero, y de Bernabea Castellanos, fue el mayor de seis hermanos. La familia se trasladó a Daimiel y en 1851, cuando Vicente contaba dieciocho años, vivía en Ciudad Real con sus padres y trabajaba como aprendiz en un taller de ebanistería. Hacia 1875 empieza a ser conocido como afamado ebanista y constructor de guitarras y posee un taller propio en la calle Paloma de Ciudad Real. Para entonces ya había fallecido su padre, y su madre regentaba un estanco en la misma ciudad. Entre 1878 y 1879 el ya conocido guitarrista y compositor Francisco Tárrega le encarga a Arias una guitarra de tamaño más pequeño que el canon normal para que se pudiera adaptar mejor a sus características físicas y artísticas; el resultado fue tan satisfactorio que desde entonces fabricó ese nuevo tamaño estándar y creó escuela. En el año 1889 aún seguía en su taller de la calle Paloma de Ciudad Real, y al año siguiente rechaza el encargo de tres guitarras de un inglés porque tenía la mano dislocada por un accidente durante los carnavales. Se casó en primeras nupcias con Ceferina Flores y Sánchez, y tras enviudar, aparece nuevamente casado hacia 1910 con Josefa Puertas de Robles, natural de Lanjarón (Granada), de la que no tuvo descendencia. En los años 1898 y 1900 comienza a aparecer su nombre en las guías comerciales o Anuarios del Comercio Bailly-Baillière como fabricante de guitarras en Ciudad Real. En las ediciones posteriores aparece con residencia en Madrid, adonde ha trasladado su negocio, ya que la gran mayoría de sus guitarras las vendía en la capital de reino y tenía que trasladarlas allí. Instaló su taller en la calle Santa Isabel, 20, y su domicilio particular en la calle del Álamo, 3, donde vivió hasta su fallecimiento, el 19 de enero de 1914.

## Trabajos
Ya se ha visto que trabajó al menos entre 1885 y 1906 y fue con Manuel Ramírez el lutier más afamado de su época. Sus guitarras, aparte de un tamaño un poco más reducido, como ya se ha expuesto, utilizaban para su construcción y de forma habitual, para la tapa, pino abeto alemán, para el fondo arce, que posee unas aguas y brillos espectaculares, o palo santo de Brasil, para los aros también arce o palo santo de Brasil. El diapasón era de ébano o palo santo de 65 cm. Los entendidos distinguen fácilmente sus guitarras por el trabajo de la roseta de marquetería, muy vistoso y complicado, compuesto de un mosaico de figuras entrelazadas de diferentes colores, y en otros casos con dos filetes negros en forma de ondas. Difícil y bonito trabajo muy apreciado y valorado por los entendidos. Por eso las guitarras de Vicente Arias Castellanos se encuentran entre las más reconocidas por los lutiers y coleccionistas de todo el mundo, fuera de por su esmerado trabajo, también por su extraordinaria sonoridad, y alcanzan precios astronómicos.
Una de las innovaciones técnicas del maestro fue comenzar a reforzar la tapa armónica con cuatro, seis y hasta once varillas radiales en forma de abanico, lo que en aquel tiempo constituyó uno de los más audaces procedimientos constructivos. Por la excepcional calidad de su obra, consiguió importantes distinciones, numerosas medallas, como la obtenida en la exposición Universal de Barcelona en el año 1888, e incluso premios internacionales, como el conseguido en la Exposición Universal de París. Sus guitarras están firmadas con etiqueta en el interior de la caja, con su nombre, el año de construcción y la localidad en que fue construida.